# Cyclopecten reticulum
Cyclopecten reticulum är en musselart som först beskrevs av Dall 1886.  Cyclopecten reticulum ingår i släktet Cyclopecten och familjen Propeamussidae. Inga underarter finns listade i Catalogue of Life.